# Apakabar
Apakabar (indon. für Wie geht's?) ist ein alternatives Nachrichtennetzwerk, das sich schwerpunktmäßig mit sozialen und politischen Entwicklungen in Indonesien auseinandersetzt.

## Entstehung
Die Apakabar-Mailingliste startete am 7. Oktober 1990 zunächst als Diskussions- und Nachrichtenforum unter dem Namen Indonesia-L. Gründer war John A. MacDougall. Von einem Server im US-Bundesland Maryland aus wurden alternative, in Indonesien meist nicht erhältliche, Informationen, Nachrichten und Forschungsansätze vorwiegend zu sozialen und politischen Themen, sowie Menschenrechtsverletzungen an Indonesieninteressierte verschickt. Die Liste breitete sich schnell unter im Ausland studierenden Indonesiern aus. Mitte der 1990er Jahre wurde der vormalige Nachrichtenverteiler zu einer öffentlichen Mailingliste. Zusammen mit dem Aufkommen von öffentlichem Internet in Indonesien durch die Verbreitung von warnets verbreitete sich Apakabar auch in Indonesien aus. Die Liste wurde zu einem Sammelsurium für Nachrichten, Diskussionen und Kommentare zur politischen Lage Indonesiens, sie umfasste Zeugenberichte aktueller Ereignisse und diente nicht zuletzt als Plattform für Mobilisierungen und zur Planung von Aktionen. Auch für andere Mailinglisten, Foren und Newsgroups, die in dieser Zeit entstanden, war  Apakabar ein Vorbild und eine Referenzquelle.
Die Beiträge waren weder editiert, noch zensiert. So eröffnete die Liste eine Vielzahl neuer Möglichkeiten der Kritik und eine neue Form des politischen Aktionismus gegen die Neue Ordnung. Zwar waren unter den Subscribern auch als Studierende ausgegebene Agenten der Regierung. Sie konnten ihren Einfluss allerdings nicht geltend machen und wurden meist schnell enttarnt. Auch die Armee fürchtete den zunehmenden Einfluss von Apakabar. „Press coverage of military statements about the subversive potentials of the Internet inevitably includes reference to apakabar.“ Vermutlich unter anderem als Reaktion darauf stellte das indonesische Militär eine eigene Homepage online, in der sie immer wieder „Richtigstellungen“ anbot und postulierte, dass die indonesische Gesellschaft nicht von dieser Hetze hinters Licht geführt werden sollte.

## Berichterstattung
Apakabar war bei den Ausschreitungen gegen den Hauptsitz der demokratischen Partei (PRD) am 27. Mai 1996 sehr ausführlich. Die spätere Präsidentin und Tochter des Staatsgründers Megawati Sukarnoputri sollte zur Vorsitzenden der Partei gewählt werden, was für Suharto, in Anbetracht der kommenden Wahlen, eine ernstzunehmende Konkurrenz darstellte. Zu dem Zeitpunkt hatte die Liste bereits geschätzte 13.000 Abonnenten. Die Apakabar-Liste war die schnellste und umfassendste Quelle, die verlässliche Informationen zu den Geschehnissen lieferte. Sie beinhaltete selbst Zeugenberichte direkt aus der angegriffenen Parteizentrale. Die Neuigkeiten verbreiteten sich wie ein Lauffeuer in der gesamten Republik, ohne dass sie bereits in den Printmedien erschienen waren. Innerhalb kürzester Zeit kam es zu Massenprotesten und pro-demokratischen Ausschreitungen, was der Mailingliste verstärkte mediale Aufmerksamkeit und Popularität brachte.
Durch die Aktionen rund um das Hauptquartier der PDI-P bekam die Liste erhöhte mediale Aufmerksamkeit. In relativ kurzer Zeit trugen sich immer mehr Menschen auf der Mailingliste ein, bis sie schließlich aufgrund des hohen E-Mail-Verkehrs kollabierte. Apakabar zog auf die in Stuttgart gehostete Homepage „Indopubs“ um.